# Ojalá (álbum)
Ojalá es el título del tercer álbum de estudio y el primer álbum de Navidad de la cantante Rosa López. El álbum salió a la venta el 16 de noviembre de 2004.

## Álbum

### Contenido
Es un disco navideño en el que interpreta versiones de Navidad famosos así como canciones inéditas. El disco fue grabado en Ten Productions (Sabadell, Barcelona) con la producción de Xasqui y Toni Ten además de un dúo con el cantante inglés Lexter. Ojalá llegó a las tiendas con un regalo, una participación para la lotería de Navidad de ese año de 30 céntimos de euro del número 11.202 en la Lotería de Navidad del 22 de diciembre. Este no es un número cualquiera escogido al azar, sino que representa la fecha en la que Rosa fue elegida para representar a España en el Festival de Eurovisión de 2002, es decir, el 11 de febrero de aquel año. Álbum en el que no se incluyó gira por ser un álbum navideño y en el que supuso el fin con BMG Music.

### Lista de canciones
| N.º | Título                                            | Escritor(es) | Duración |  |
| 1.  | «Ojalá»                                           | Luis Manuel Ruiz / Mariluz Jiménez | 4:25     |  |
| 2.  | «Navidad Junto A Ti (Christmas With You)»         | Music composed by: Mikael Andersson "Michael Andersson" / Lyrics written by: Rune Gardell / Adaptación al Castellano: Felipe Pedroso | 4:24     |  |
| 3.  | «Noche De Paz (Silent Night Holy Night)»          | Music composed by: Franz Xaver Gruber / Lyrics written by: Joseph Mohr "Josef Mohr" / Translated into English by: John Freeman Young / Translated by: Juan Carlos Calderón López De Arróyabe "Juan Carlos Calderón" / Arranged by: Xavi Ibáñez | 3:28     |  |
| 4.  | «El Pequeño Tamborilero (The Little Drummer Boy)» | Katherine Kennicott Davis "Katherine Davis" / Tune co-composed by: Henry Onorati / Lyrics co-written by: Harry Moses Simeone "Harry Simeone"                                                                                                   | 3:33     |  |
| 5.  | «Llega la Navidad»                                | Francisco Ten Martínez "Xasqui Ten", "Dr. Ten" or "XTM" | 4:38     |  |
| 6.  | «Los campanilleros»                               | Francisco Jiménez Montesinos | 3:34     |  |
| 7.  | «White Christmas»                                 | Israel Isidore Baline "Irving Berlin" | 3:39     |  |
| 8.  | «Dime niño, ¿de quien eres?»                      | Popular / Arreglos: Xavi Ibáñez | 3:21     |  |
| 9.  | «Esta noche es Navidad»                           | Daniel Erasmo Ambrojo "Daniel Ambrojo" | 4:26     |  |
| 10. | «Cada hombre y su Dios»                           | Luis Mendes | 3:23     |  |
| 11. | «Feliz Navidad»                                   | José Monserrat Feliciano García "José Feliciano" | 3:37     |  |
| 12. | «Madre en la puerta hay un niño»                  | Popular / Arreglos: Xavier Ibáñez Toda "Xavi Ibáñez" | 3:01     |  |
| 13. | «I'll be home for christmas»                      | Hans Gösta Peter Grönvall "Peter Grönvall" / Marianne Elisabeth Grönvall Née Nordqvist "Nanne Grönvall" or "Nanne Nordqvist" / Pauli Kaj Olavi Reinikainen "Paul Rein" or "Paul D´Yellow"                                                      | 3:13     |  |
| 14. | «Doce deseos y un año más»                        | Iván Ten / Antonio Ten Martínez "Toni Ten" | 3:48     |  |

| Bonus track |                                                                            |                                                                  |          |  |
| N.º         | Título                                                                     | Escritor(es)                                                     | Duración |  |
| 1.          | «El Cant Dels Ocells» ([With LEXTER ´´Jordi Gene´´ or ´´Robbie Moroder´´]) | Popular / Adaptación y arreglos: Antonio Ten Martínez "Toni Ten" | 4:43     |  |

### Posición en lista
| País   | Asociación | Lista           | Primera semana          | Posición | Semanales | Última semana      | Posición anual | Certificación | Ref.        |
| España | Promusicae | Top 100 Álbumes | 22 de noviembre de 2004 | 4        | 8         | 9 de enero de 2005 | 44             | Platino       | [ 7 ] [ 8 ] |

## Sencillos

### Ojalá
Videoclip: «Ojalá» en YouTube.